# Ayarabeedu, Piriyapatna
Ayarabeedu là một làng thuộc tehsil Piriyapatna, huyện Mysore, bang Karnataka, Ấn Độ.